# Jean-Christophe Macquet
 (juillet 2009).
Si vous disposez d'ouvrages ou d'articles de référence ou si vous connaissez des sites web de qualité traitant du thème abordé ici, merci de compléter l'article en donnant les références utiles à sa vérifiabilité et en les liant à la section « Notes et références ».
Pour les articles homonymes, voir Macquet.
Jean-Christophe Macquet est un écrivain français né le 12 août 1964 à Nice.

## Biographie
Jean-Christophe Macquet naît à Nice mais grandit à Étaples pour y revenir s'installer et travailler après quelques années à Berck pour ses études d’histoire. Il conjugue depuis quelques années son travail de directeur du service culturel à la mairie d’Étaples et ses activités littéraires au sein de l'association Ecrit(S) du Nord, qu'il a cofondée.
Auteur de polars médiévaux et de romans historiques ou fantastiques, il a également écrit des nouvelles, un recueil de poésies et un livre pour enfants.

### Romans
- Contes et légendes de Flandres et de Picardie (collectif, sous la direction de Marguerite Klein Lecat)
- L’Armée de la Lune, Éditions Henry / Les Ecrits du Nord
- Les aventures d’Eustache de Curs :
  - L’anneau de la Myère, éditions PPP (1997) puis éditions Ravet-Anceau (2005), collection Polars en Nord
  - Gérard de Waben, édition Ecrits du Nord (1999), puis éditions Ravet-Anceau (2006) , collection Polars en Nord
  - L'homme à la tête de lion (réédition de Ignis Plaga, le mal des ardents), éditions Ravet-Anceau (2009), collection Romans d'ici
- Gendarme Mylène Plantier :
  - Le vampire du stade Bollaert, éditions Ravet-Anceau (2008), collection Polars en Nord
  - Rapt à la flamande, éditions Ravet-Anceau (2012), collection Polars en Nord
- Menaces sur l'Enduro, éditions Ravet-Anceau (2009), collection Polars en Nord
- La Vierge Noire, Éditions Henry (2009)
- Les carnets du major Tomasson, éditions Ravet-Anceau (2010), collection Polars en Nord
- Le secret de Saint Wulmer, Henry Eds, (2013)
- Dans l'oeil du cyclope, Henry Eds, (2014)
- Un américain sur la Côte d'Opale, Pôle Nord Éditions, collection 14/18 (2015)
- Le secret de la biche anglaise, éditions Arthémuse (2017)
- Echec à Raspoutine, (2019)
- À la poursuite du Nautilus : La mystérieuse aventure de Jules Verne, 2022

### Nouvelles
- Les Mystères de Quentovic, Recueil de cinq nouvelles se déroulant dans le pays de Montreuil (Les Mystères de Quentovic, La Pierre de la Roque, La Belle Lune, Moïsette sauvée des eaux, L'étrange et très troublant enlèvement de Maître Pasquier Alard), Éditions Henry
- Une série de trois nouvelles (L'Intrus, Le sang de la Gorgone et Werewolf) met en scène un personnage récurrent lié à des aventures surnaturelles.

### Poèmes
Un recueil paru en 2006 aux Éditions Henry / Les Ecrits du Nord comporte trois poèmes : Comédie médicale, La passion selon saint Œil et Sports et dépendances.

### Littérature Jeunesse
- Le fantôme du vestiaire, Éditions Henry, illustrations d'Olivier Croisile

## Récompenses
- Ignis Plaga : Prix du Roman de la Renaissance française Nord - Pas-de-Calais 2002.
- L’armée de la lune : Prix du Roman de la Renaissance française Nord - Pas-de-Calais 2003.
- L’Intrus : Mention spéciale du jury de la Renaissance française Nord - Pas-de-Calais 2004.
- Les Mystères de Quentovic (nouvelle) : Prix de la Nouvelle de la Renaissance française Nord - Pas-de-Calais 2004.
- Werewolf : Prix du Roman de la Renaissance française Nord - Pas-de-Calais 2005.